# Lactarius pallescens
Lactarius pallescens é um fungo que pertence ao gênero de cogumelos Lactarius na ordem Russulales. Foi primeiramente descrito cientificamente por Hesler & Smith em 1979, ano em que também foi descrita a variedade palmerensis. A espécie é encontrada no noroeste do Pacífico, Califórnia e norte das Montanhas Rochosas.